# Ostsauerländer Gebirgsrand
Der Ostsauerländer Gebirgsrand ist eine naturräumliche Haupteinheit im östlichen Nordrhein-Westfalen und im nordwestlichen Hessen. Die Landschaft trägt innerhalb der Haupteinheitengruppe 33 (Süderbergland) die Kennzahl 332 und dacht das (nördliche) Rothaargebirge (Haupteinheit 333) nach Osten zum Westhessischen Bergland (Haupteinheitengruppe 34) ab. Nach Norden grenzt es an die Paderborner Hochfläche (362) im Oberen Weserbergland (Haupteinheitengruppe 36), nach Süden mit dem Gladenbacher Bergland (320) an einen Teil des naturräumlichen Westerwaldes (Haupteinheitengruppe 32).
Der Ostsauerländer Gebirgsrand wird in etwa nach Nordwesten von der Rhein-Weser-Wasserscheide zwischen den Städten Brilon (Westen) und Marsberg (Osten) begrenzt, nach Süden vom Oberlauf der Lahn zwischen Biedenkopf und Sterzhausen.

## Angrenzende Naturräume
Nördlich schließt sich die Paderborner Hochfläche (Haupteinheit 362) an, nordöstlich das Eggegebirge (363) – beides Teile des Niedersächsischen Berglandes. Dem gegenüber grenzen nach Osten drei Teile des Westhessischen Berglandes an, nämlich im Norden die Waldecker Tafel (340), in der Mitte der Kellerwald (344) und im Süden der Burgwald (345). Diese Landschaften unterscheiden sich deutlich vom westlich angrenzenden Rothaargebirge (mit Hochsauerland), zu dem auch der Westen des (historischen) Uplandes gehört, während dessen Osten Teil des Gebirgsrandes ist.

## Naturräumliche Charakteristika
Die den Gebirgsrand umgebenden Landschaften unterscheiden sich sowohl im geologischen Aufbau und darin begründeten, deutlich voneinander abweichenden Landschaftsreliefen (Geomorphologie) als auch in den jeweiligen klimatischen Verhältnissen erheblich voneinander.

### Geologie
Während der Ostsauerländer Gebirgsrand, genau wie das sich westlich anschließende Rothaargebirge, den älteren Zeitaltern des Paläozoikums entstammt, werden die sich östlich anschließenden Landschaften dem deutlich jüngeren Hessischen Bruchschollentafelland zugerechnet, dessen Entstehung in der Hauptsache im Erdmittelalter (Mesozoikum) stattfand.
Der Ostsauerländer Hauptsattel wird aus Gesteinen des Devon und des Karbons aufgebaut. Diese Abfolge teils stark gefalteter, mittelpaläozoischer Gesteine (oberdevonische und unterkarbonische Schiefer, Kieselschiefer, Kalke und Sandsteine, teils mit zwischengeschalteten Tufflagen) tauchen im Streichen nach Nordosten unter die spätpaläozoisch-frühmesozoischen Tone, Karbonate und Sandsteine des Waldecker Uplandes ab.
Demgegenüber entstammen die charakteristischen Gesteine des sich östlich anschließenden Hessischen Bruchschollentafellandes (Muschelkalk, Buntsandstein, Mergel, Gipsstein und Tonstein) den Zeitaltern Trias und Jura.
Der Kellerwald nimmt dabei eine Sonderrolle ein, da er zwar – wie auch Rothaargebirge und Ostrand– dem Paläozoikum entstammt und vom Gesteinsaufbau her ebenfalls dem Rheinischen Schiefergebirge zuzurechnen ist, andererseits jedoch eindeutig auf der Westhessischen Bruchscholle liegt, aus der er horstartig hervor ragt.

### Klima
Da der Ostsauerländer Gebirgsrand im Regenschatten des Rothaargebirges steht, halbiert sich von Westen nach Osten der Jahresniederschlag fast von bis zu 1200 mm bis kaum über 600 mm, während die mittlere Tagestemperatur um rund 2 °C von 6 bis 7 °C auf 8 bis 9 °C steigt.

### Boden und Vegetation
Bodenverhältnisse und Nutzung des Ostsauerländer Gebirgsrandes sind vielgestaltig und reichen von Mischwaldlandschaften (Sackpfeifen-Vorhöhen, Waldstruth) über landwirtschaftlich gut erschlossene Kulturlandschaften (Medebacher Bucht, Upland) bis hin zu Gebieten im Norden, in denen dem Abbau von Bodenschätzen eine hohe Rolle zukommt (Marsberger Kupferschiefer, Erzabbau in Bleiwäsche).

## Flüsse
Obgleich die Rhein-Weser-Wasserscheide zweimal den Ostsauerländer Gebirgsrand kreuzt, findet dieses in ausgesprochenen Randlagen des Nordens und Südens statt, sodass fast das gesamte Gebiet über Eder und Diemel nach Osten zur Weser entwässert.
Zusammen mit dem Niederschlagsreichtum des Rothaargebirges führt die geringe Wasserspeicherfähigkeit der Schiefergesteine des Gebirgsrandes zu einer hohen Hochwassergefährlichkeit, die unter anderem auch zum Bau der Diemeltalsperre im Norden und der Edertalsperre (östlich jenseitig, im nördlichen Kellerwald) Anlass gegeben haben.

## Naturräumliche Gliederung
Der Ostsauerländer Gebirgsrand gliedert sich wie folgt:
- (zu 33 Süderbergland)

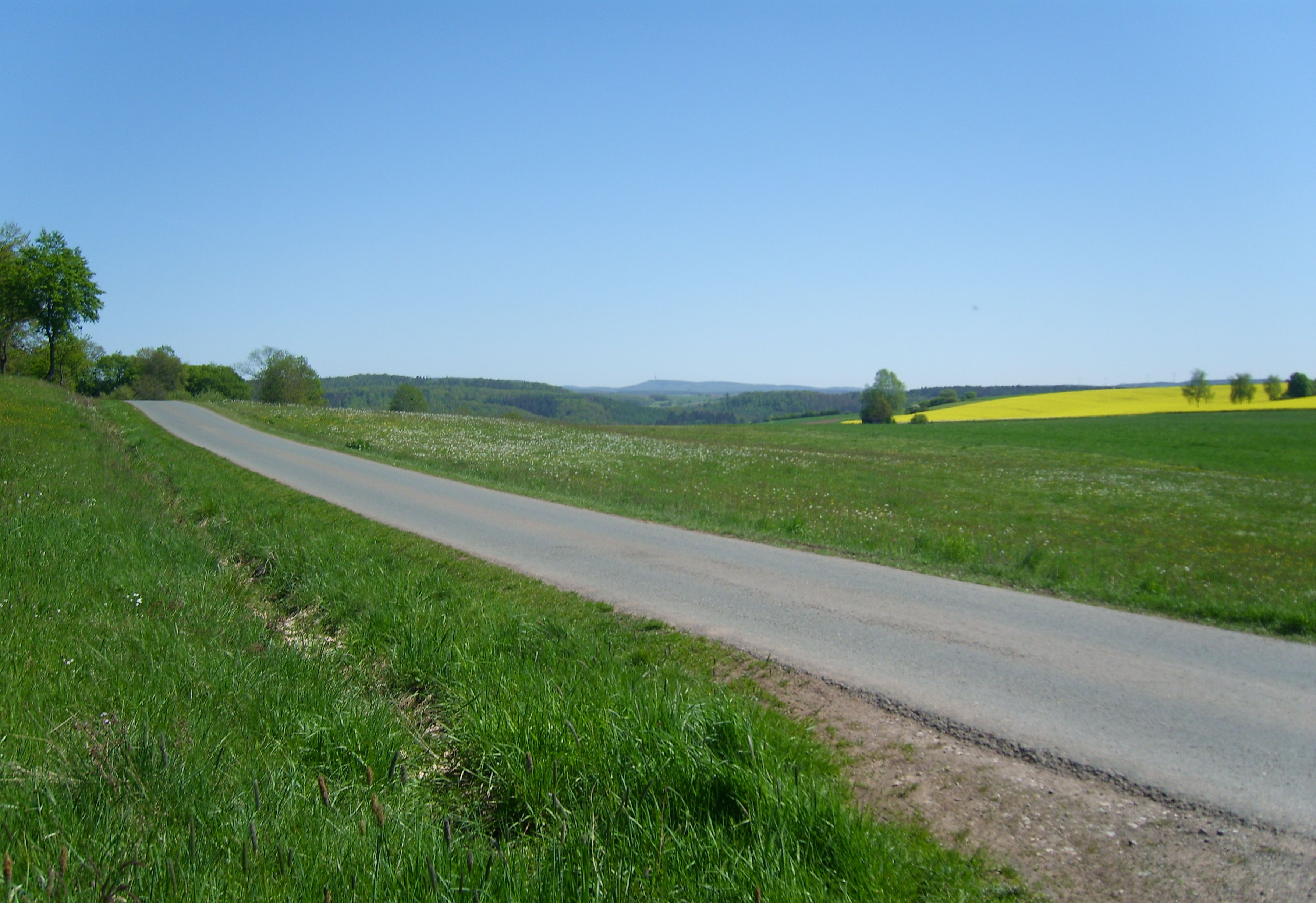
Wiesen- und Feldlandschaft der Sachsenberger Leimestruth (332.31) an der Eder-Nuhne-Wasserscheide zwischen Sachsenberg und Viermünden. Im vorderen Hintergrund, jenseits des Tals der Eder, der Hessensteiner Wald (332.32), ganz im Hintergrund das Hohe Lohr im Kellerwald.

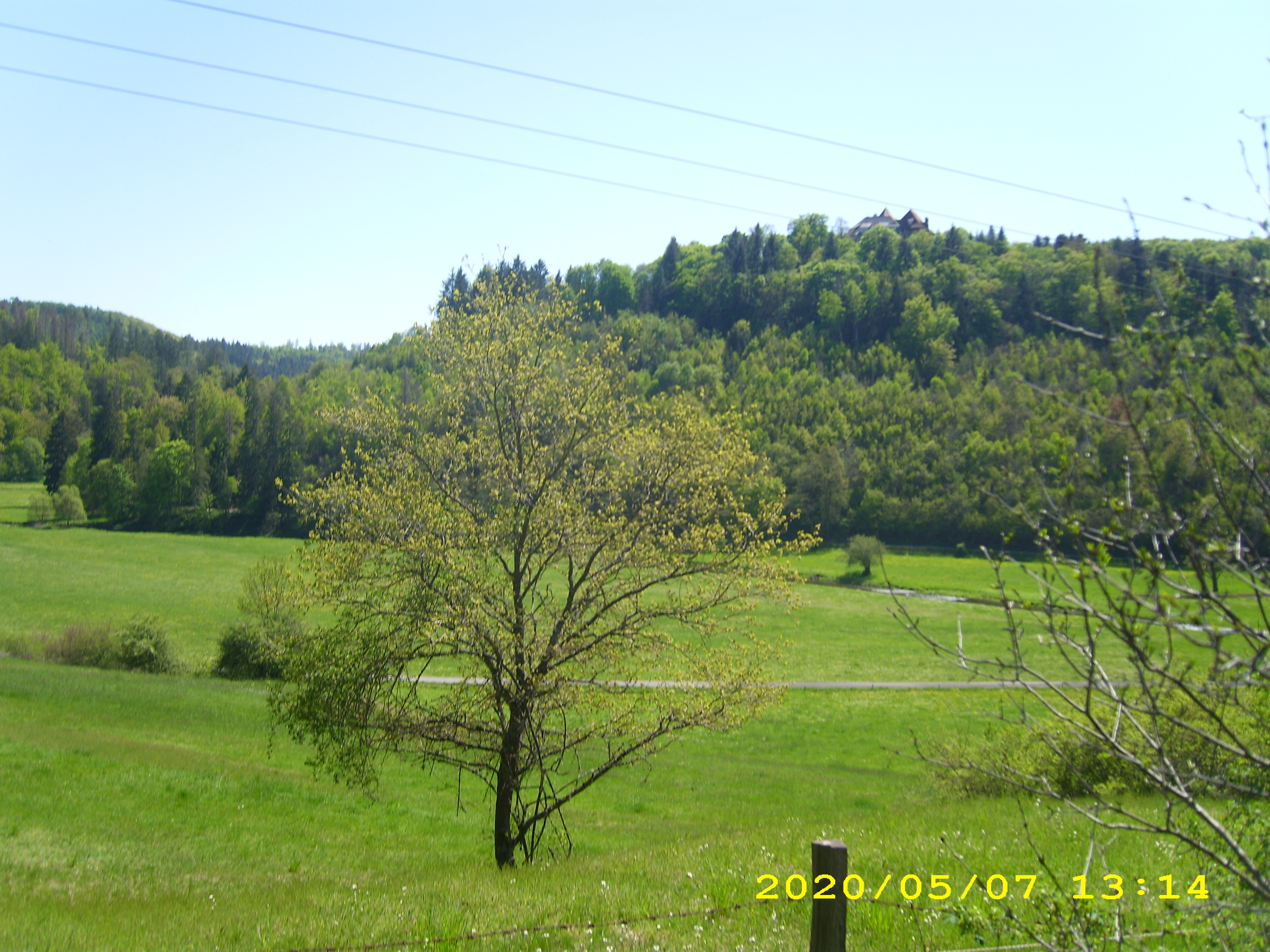
Das Eintrittstal der Orke in die Örksche Schweiz (332.33) bei Dalwigksthal; oben im Hintergrund Burg Lichtenfels

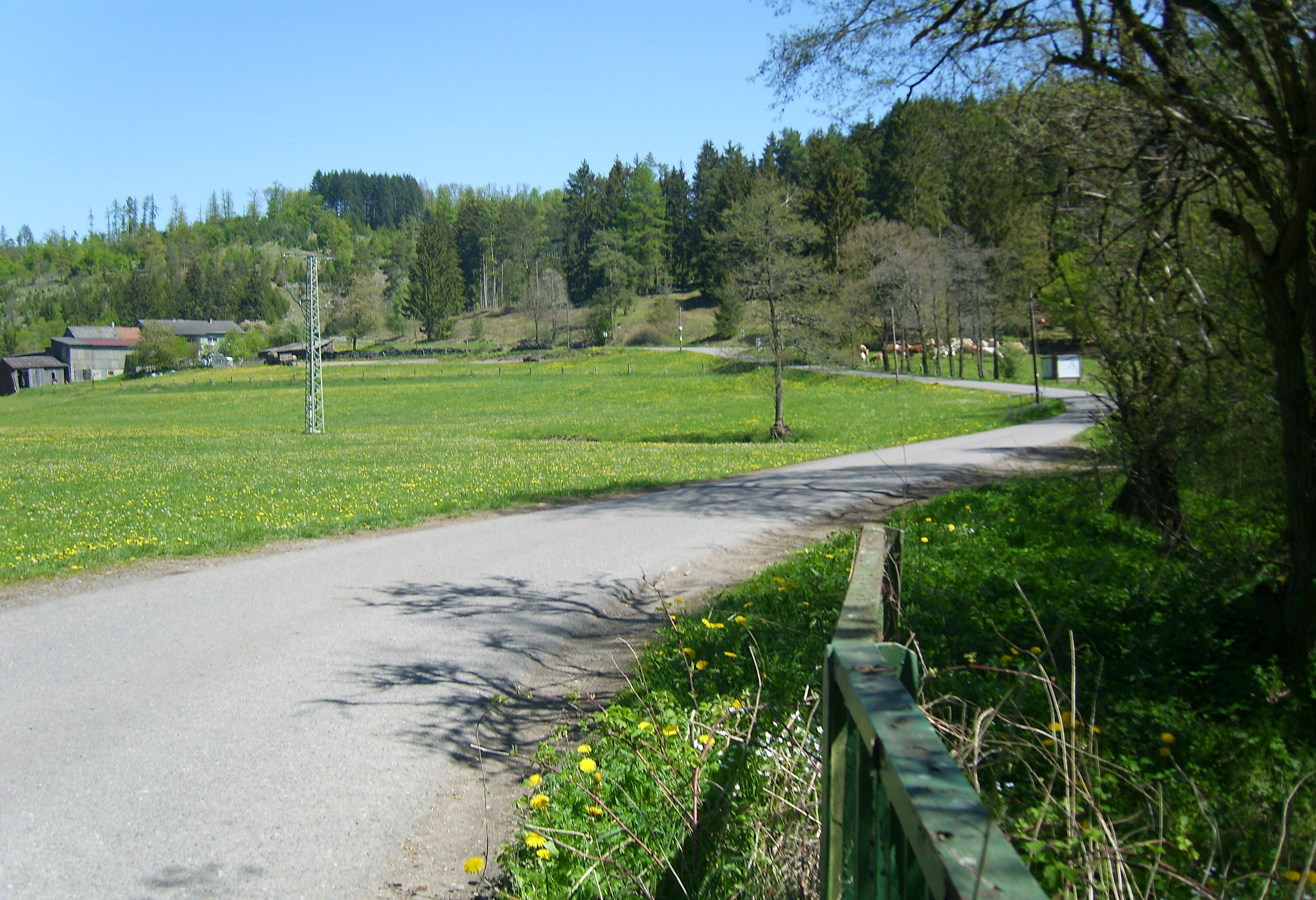
Das Tal der Wilden Aa in der Aarstruth (332.34) an der Straße Auf der Aar zwischen Goddelsheim und Medebach; Blick schräg flussaufwärts nach Nordosten

  - 332 Ostsauerländer Gebirgsrand – ca. 785 km²
    - 332.0 Sackpfeifen-Vorhöhen (mit Wollenberg) – 66,54 km²,[4] ganz in HE
    - 332.1 Hinterländer Ederbergland – ca. 141,35 km²
      - 332.10 Hatzfelder Bergland – 58,7 km² in HE,[4] ca. 29,9 km² in NW[5]
      - 332.11 Elbrighäuser Wald – 40,51 km² in HE,[4] ca. 4,36 km² in NW[5]
      - 332.12 Battenberger Riegel – 7,88 km²,[4] ganz in HE

    - 332.2 Frankenberger Grund – 35,43 km²,[4] ganz in HE
    - 332.3 Waldstruth – ca. 162,33 km²
      - 332.30 Breite Struth – 68,35 km²,[4] ganz in HE
      - 332.31 (Sachsenberger)[6] Leimestruth – 28,27 km²,[4] ganz in HE
      - 332.32 Hessensteiner Wald – 20,2 km²,[4] ganz in HE
      - 332.33 Örksche Schweiz – 10,94 km²,[4] ganz in HE
      - 332.34 Aarstruth – 28,93 km² in HE,[4][7] 5,64 km² in NW[5]

    - 332.4 Medebacher Bucht – ca. 113 km²,[8] davon 20,13 km² in HE[4]
      - 332.40 Schiefe Ebene von Medebach – ganz in NW
      - 332.41 Hallenberger Hügelland – fast komplett in NW; nur 0,79 km² in HE[4]
      - 332.42 Münder Grund – 26,34 km² in HE[4]

    - 332.5 Grafschafter Bergland – ca. 90,82 km²
      - 332.50 Eschenberg-Eisenbergrücken (mit Epper Pass) – 15,74 km²,[4] praktisch komplett in HE
        - Eschenberg (535 m)
        - Eisenberg (560 m)
        - Epper Pass

      - 332.51 Hardt und Wipperberg – 13,06 km² in HE,[4] ca. 11,2 km² in NW[5]
        - Hardt (am Wahlkopf 630,5 m, an der Hardt im Osten noch 594,4 m)
        - Heimberg (537,7 m)
        - Wipperberg (am Südwestgipfel 543 m)[9]

      - 332.52 Grafschafter Kammer (mit Upländer Tor) – 17,28 km² in HE,[4] ca. 24,0 km² in NW[5]
      - 332.53 Hohe Rade – 9,0 km²,[4] ganz in HE

    - 332.6 (Vorupländer) Adorfer Bucht – 83,63 km²
      - 332.60 Flechtdorfer Höckerflur – 44,84 km²,[4] ganz in HE
      - 332.61 Vorupländer Hügelland – 24,63 km²,[4] praktisch ganz in HE
      - 332.62 Adorfer Grund – 14,16 km²,[4] ganz in HE

    - 332.7 Diemel-Bergland – ca. 92 km²[8]
      - 332.70 Padberger Schweiz – größtenteils in NW; nur 7,26 km² in HE[4]
      - 332.71 Bredelarer Kammer – ganz in NW